# Julijana Turk
Julijana Turk, slovenska šivilja in kmetica, * 13. februar 1908, Videm pri Ptuju, † 11. januar 2017.
Skoraj vse življenje je preživela na domačiji v Halozah. Izučila se je za šiviljo. Imela je tri otroke. Nekaj let pred smrtjo se je preselila k hčerki v mariborski predel Tabor.
Bila je najstarejša takrat živeča Slovenka in ena najdlje živečih Slovenk v zgodovini. Umrla je za pljučnico, manj kot mesec dni pred svojim 109. rojstnim dnem.